# Leisy Mena
Leisy Pamela Mena Laureano (ur. 31 lipca 1995) – honduraska zapaśniczka walcząca w stylu wolnym. Zajęła czternaste miejsce na mistrzostwach panamerykańskich w 2014. Srebrna medalistka igrzysk Ameryki Środkowej w 2017 roku.